# Rhabanus Erbacher

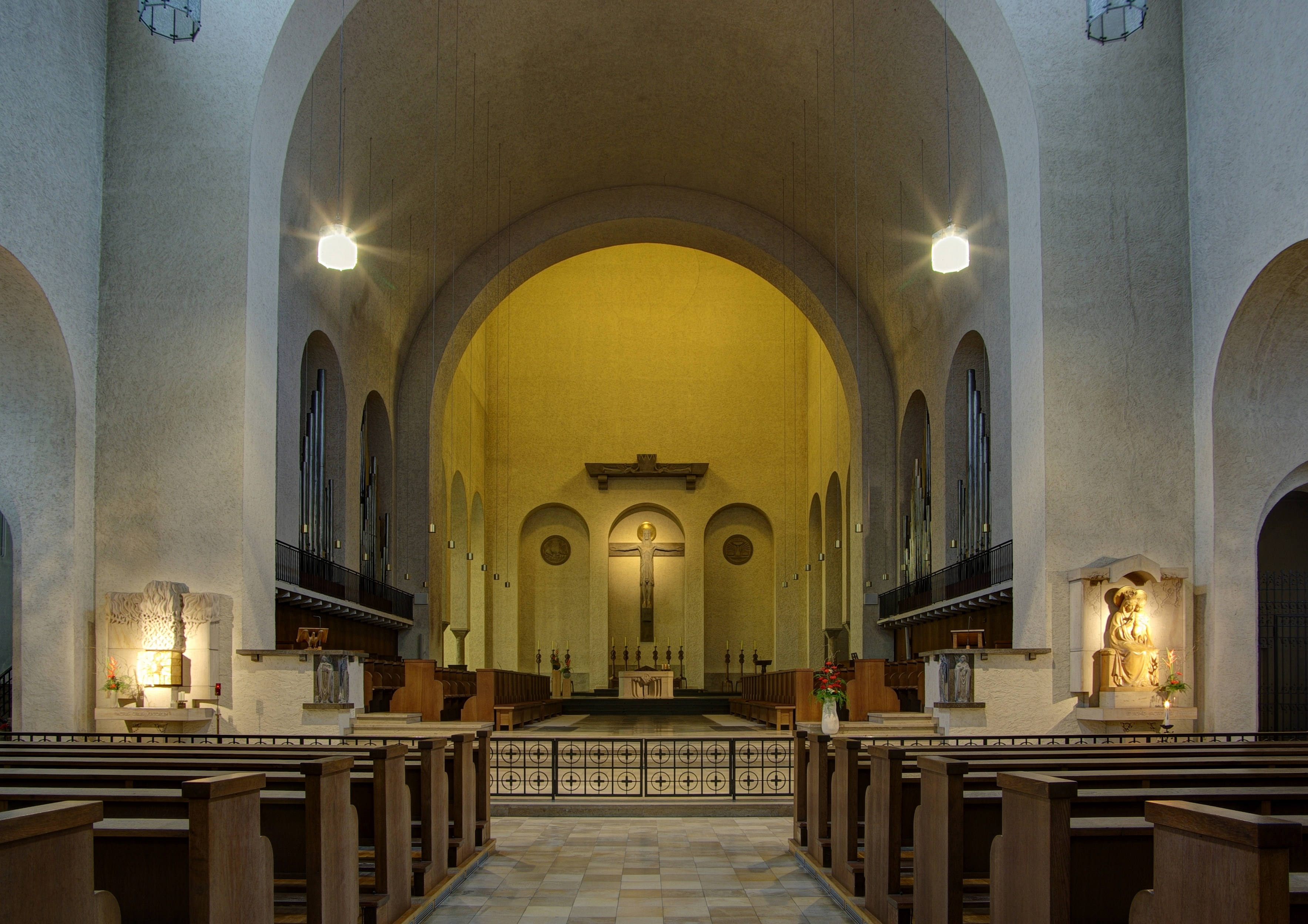
Abteikirche Münsterschwarzach, seit 1958 Wirkungsort von Rhabanus Erbacher (2013)

Rhabanus Erbacher OSB (* 14. Juli 1937 in Mosbach als Friedbert Erbacher; † 28. Januar 2025 in der Abtei Münsterschwarzach) war ein deutscher Missionsbenediktiner, Ordenspriester, Theologe und Musiker.

## Leben und Wirken
Friedbert Erbacher, aufgewachsen an seinem Geburtsort Mosbach, besuchte in seiner Jugend die Schule der Abtei Münsterschwarzach. 1957 trat er in die Abtei ein und erhielt als Novize den Ordensnamen des Heiligen Rhabanus Maurus. Seine zeitliche Profess legte er im September 1958 ab, 1961 folgte die Ewige Profeß und am 7. Juli 1963 wurde Pater Rhabanus von Weihbischof Alfons Kempf in der Abteikirche Münsterschwarzach zum Priester geweiht. Ab 1958 studierte er Philosophie an der Ordenshochschule in St. Ottilien, von 1960 bis 1963 Theologie und Musikwissenschaft an der Universität Würzburg und an der Universität München. Weitere Studien erfolgten in den Fächern Schulmusik und Orgel an der Staatlichen Hochschule für Musik in München.
Erbacher wirkte von 1971 bis 2002 als Musiklehrer, Chor- und Orchesterleiter am Egbert-Gymnasium Münsterschwarzach. An der Klais-Orgel der Abtei wirkte er u. a. mit Dominikus Trautner als Abteiorganist. Überdies verwaltete er die dortige, gut 44.000 Titel umfassende Musikbibliothek. Als Spezialist für Gregorianik war er Mitherausgeber des Benediktinischen Antiphonale, ebenso als Fachmann für Semiologie weithin gefragt.

## Werke

### Kompositionen
Im Gotteslob 2013 finden sich folgende Gesänge von Rhabanus Erbacher:
- Nr. 36: Auf dich haben unsere Väter vertraut
- Nr. 48: Biete deine Macht auf, Herr, unser Gott
- Nr. 622,1: Habt Mut, ihr Verzagten
- Nr. 625,6: Du bist der Ruhm Jerusalems

### Schriften
- Choralbuch für die Meßfeier – Deutsche Interlinearübersetzung der Gregorianischen Gesänge.
- Benediktinisches Antiphonale. Mit Roman Hofer und Godehard Joppich. Vier-Türme-Verlag, Münsterschwarzach, ISBN 978-3-87868-233-2.
- Tonus Peregrinus – Geschichte eines Psalmtons. Münsterschwarzacher Studien, Band 12. Vier-Türme-Verlag, Münsterschwarzach 1971, ISBN 978-3-87868-003-1.
- Johann (P. Marianus) Baal. Skizzen zum Leben und Schaffen des Komponisten und zum höfischen und klösterlichen Umkreis seines Wirkens. Vier-Türme-Verlag, Münsterschwarzach 1990, ISBN 978-3-87868-281-3.

Antiphonale zum Stundengebet
- mit Godehard Joppich, Johannes Berchmans Göschl, Albert Schramm: Deutsches Antiphonale I: Für die Sonntage und Wochentage des Kirchenjahres. Vier Türme Verlag, Münsterschwarzach 1972, ISBN 3-87868-084-8.
- mit Godehard Joppich, Johannes Berchmans Göschl, Polykarp Uehlein: Deutsches Antiphonale II. Für die Festtage des Kirchenjahres und die Feste der Heiligen. Vier Türme Verlag, Münsterschwarzach 1972, ISBN 3-87868-055-4.
- mit Godehard Joppich: Deutsches Antiphonale III. Vigiliar - Mit einer Auswahl lateinischer Responsorien. Vier Türme Verlag, Münsterschwarzach 1974, ISBN 3-87868-057-0.